# Halictus carinthiacus
Halictus carinthiacus är en biart som beskrevs av Blüthgen 1936. Halictus carinthiacus ingår i släktet bandbin, och familjen vägbin. Inga underarter finns listade i Catalogue of Life.